# 和歌山労災病院
独立行政法人労働者健康安全機構 和歌山労災病院（どくりつぎょうせいほうじんろうどうしゃけんこうあんぜんきこう わかやまろうさいびょういん）は、和歌山県和歌山市木ノ本にある独立行政法人労働者健康安全機構が運営する病院。地域医療支援病院である。
かつては南海加太線南側の古屋にあったが、建物・施設の老朽化もあり、2009年に木ノ本に移転した。

## 沿革
- 1966年 - 開院
- 1979年 - 新病棟増築完成
- 2009年1月13日 - 木ノ本に移転

## 診療科
- 内科
- 呼吸器科
- 消化器科
- 循環器科
- 神経内科
- 外科
- 整形外科
- 脳神経外科
- 眼科
- 産婦人科
- 耳鼻咽喉科
- 泌尿器科
- 小児科
- 皮膚科
- 放射線科
- 麻酔科
- リハビリテーション科

## 医療機関の認定
（下表の出典）
| 保険医療機関                                   | 労災保険指定医療機関                     |
| 臨床研修病院                                   | 指定自立支援医療機関（更生医療）         |
| 指定自立支援医療機関（育成医療）               | 指定自立支援医療機関（精神通院医療）     |
| 身体障害者福祉法指定医の配置されている医療機関 | 県がん診療連携推進病院                   |
| 生活保護法指定医療機関（医科）                 | 特定疾患治療研究事業委託医療機関         |
| 結核指定医療機関                               | 指定養育医療機関                         |
| DPC対象病院                                    | 指定小児慢性特定疾病医療機関             |
| 原子爆弾被害者医療指定医療機関                 | 戦傷病者特別援護法指定医療機関           |
| 公害医療機関                                   | 原子爆弾被害者一般疾病医療取扱医療機関   |
| 麻酔科標榜医                                   | 母体保護法指定医の配置されている医療機関 |
| 災害拠点病院                                   | 地域医療支援病院                         |

- 和歌山県肝疾患に関する専門指定医療機関[2]
- 公益財団法人日本医療機能評価機構認定病院(3rdG:Ver.1.1(2回目,2015年10月2日認定,2020年7月1日認定有効期限))[3]
- このほか、各種法令による指定・認定病院であるとともに、各学会の認定施設でもある。

## 交通アクセス
- 南海加太線「八幡前駅」より徒歩約10分[4]
- 南海和歌山市駅もしくは和歌山大学前駅西口より和歌山バス坂田線の労災病院前・坂田行きに乗車、「労災病院前」停留所下車すぐ[4]
- 南海本線「和歌山大学前駅」よりタクシーで約20分[4]
- JR紀勢本線・阪和線・和歌山線・和歌山電鐵貴志川線「和歌山駅」よりタクシーで約35分[4]